# Dendrobium maculosum
Dendrobium maculosum är en orkidéart som beskrevs av Johannes Jacobus Smith. Dendrobium maculosum ingår i släktet Dendrobium, och familjen orkidéer. Inga underarter finns listade i Catalogue of Life.